# بنو سوار (یمن)
 بنوسوار  به عربی ( بَنوسوار )، روستایی است در دهستان بَنی مطر  از توابع استان   استان صَنعاء   در کشور یمن در شبه جزیره عربستان.

## جمعیت
جمعیت آن (۸۰ ) نفر (۹ خانوار) می‌باشد.